# Gabbie Carter

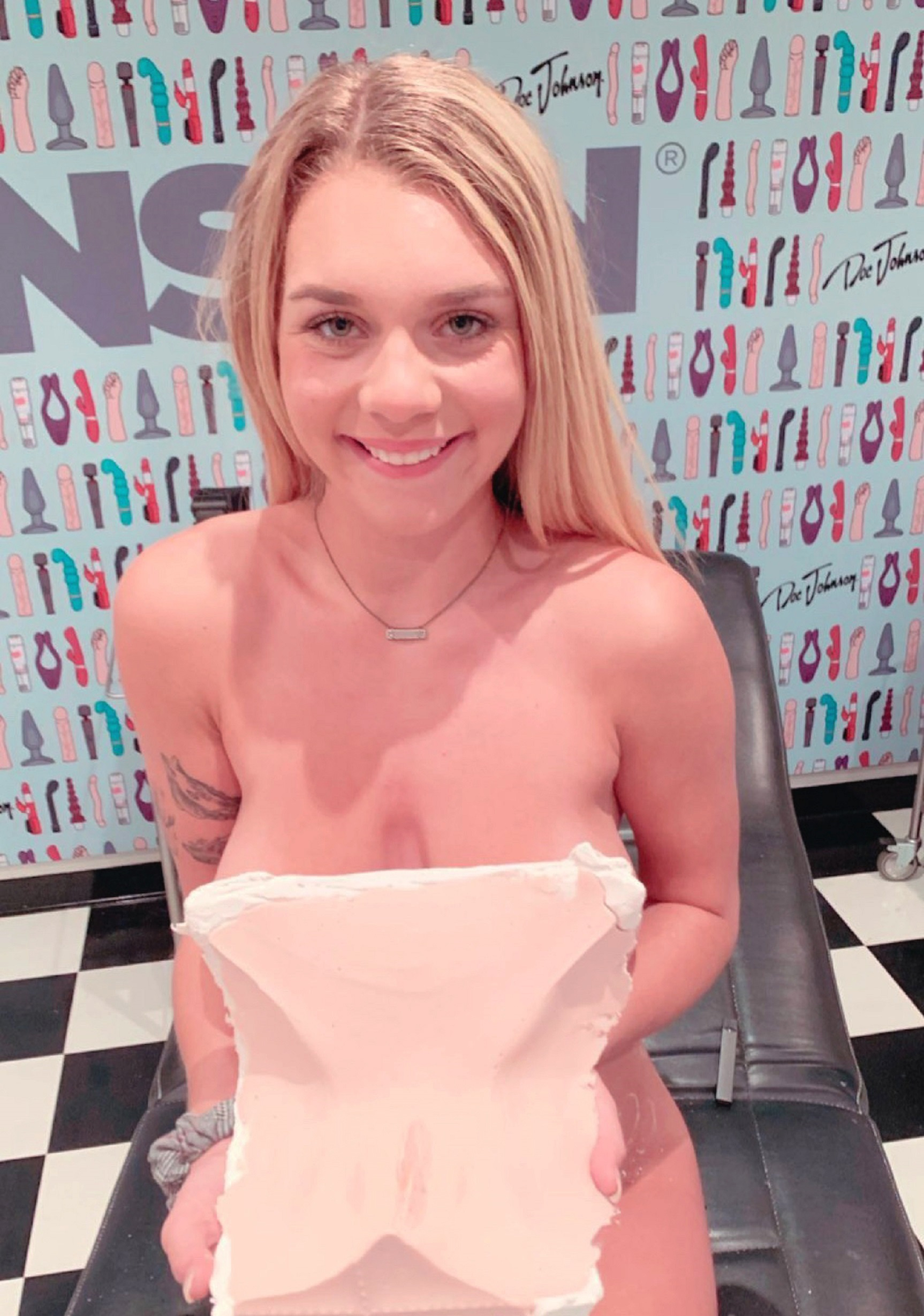
Gabbie Carter (2019)

Gabbie Carter (* 4. August 2000) ist eine US-amerikanische Pornodarstellerin.

## Leben
Carter stammt aus Austin (Texas) und lebt in Los Angeles, Kalifornien. 
Carters erster Ausflug in die Pornobranche fand Anfang 2019 statt, als sie begann, Fotos von sich selbst über den Subreddit r/gonewild unter dem Benutzernamen imawful69 zu teilen. Ihr dort am 7. Januar veröffentlichtes erstes NSFW-Foto ist mit über 44.000 Upvotes und 1.100 Kommentaren einer der Top-Beiträge für NSFW-Subreddits. Nach diesem Erfolg entschied Carter, ihre Höschen online an ihre Fangemeinde zu verkaufen.
In der Folgezeit entdeckte Carter eine Anzeige der Erwachsenen-Talentagentur Matrix Models von John Steven auf der Website SexyJobs. Nachdem sie sich per E-Mail und Telefon mit Steven ausgetauscht hatte, flog sie im Frühjahr 2019 für ihr Pornofilm-Debüt nach Kalifornien. Innerhalb der ersten Woche, in der sie sich in Los Angeles aufhielt, wurde sie von New Sensations für sechs Shootings gebucht sowie von Greg Lansky unter Exklusivvertrag für Blacked.com und Tushy.com genommen und für Vixen.com verpflichtet. Seitdem wird Carter von Matrix Models vertreten.
Im Februar 2020 war sie Penthouse Pet of the Month des Männermagazins Penthouse und im Mai 2020 Cover Honey des Männermagazins Hustler.

## Auszeichnungen und Nominierungen (Auswahl)
- 2020: AVN Award – Best New Starlet, Hottest Newcomer (Fan Award), Most Spectacular Boobs (Fan Award)[2]
- 2020: XBIZ Award – Best New Starlet
- 2020: XRCO Award – New Starlet of the Year
- 2020: XRCO Award – Teen Dream[3]
- 2021: AVN Award – Mainstream Venture of the Year[4]
- 2021: AVN Award – Best Solo/Tease Performance, TOTM: January 2020 (2020)
- 2021: Nightmoves – Best Actress
- 2021: XCritic Award - Scene of the Year, Angela Loves Threesomes 3 (2021)
- 2022: Nightmoves – Best Star Showcase[5]
- 2022: XBIZ Award – Best Sex Scene - Performer Showcase, Ultimate Fuck Toy: Gabbie Carter (2021)
- 2022: XRCO Award – Personal Favorite

## Filmografie (Auswahl)
- 2019: Appreciating Nice Tits
- 2019: FTV Girls 1906: Gabbie
- 2019: FTV Girls 1907: Gabbie 2
- 2019: My First Hotwife Experience 2
- 2019: Sexual Awakening
- 2019: Size Does Matter 16
- 2019: Symphony
- 2019: Gabbie Carter's 1st Lesbian Anal
- 2019: Lesbian Superstars
- 2019: My Girlfriend’s Big Beautiful Titties
- 2019: Secret Stash
- 2019: Sex Machines
- 2019: Bounce Bounce
- 2019: Clit Counseling
- 2019: Corrupt Schoolgirls 16
- 2019: Exploited College Girls: Gabbie
- 2019: Gabbies Gag Session
- 2019: Inauguration
- 2019: Stacked Lesbians
- 2019: I Love My Sister’s Big Tits 10
- 2019: Art of Romance 7
- 2019–2021: Tushy Raw 6, 21
- 2019: Cum For A Ride
- 2019: Drive
- 2019: Daddy’s Little Secret
- 2019: Daddy Does It Better
- 2019: Large Naturals
- 2019: Looking To Let Loose
- 2019: My Sexy Little Sister 7
- 2019: Big and Natural Breasts
- 2019: Unicorn Suck
- 2019: Wet Cowgirl
- 2020: Easy Ride-Her
- 2020: Gabbie Carter Strip 1, 2
- 2020: Home Buyer's Fantasy
- 2020: Naughty Little Sister 4
- 2020: Interracial Icon 14
- 2020: Breast Worship 6
- 2020: Mistress Maitland
- 2020: To Watch a Predator
- 2020: Natural Beauties 13
- 2020: Make ’Em Sweat 6
- 2020: Lesbian Work Ethics
- 2020: Swallowed.com 40
- 2020: Nympho.com 17
- 2020: Mouthwatering Big Naturals
- 2020: Flawless Tits 5
- 2020: Femme Finale
- 2020: Women's Work
- 2021: Big Tits Workout
- 2021: Breaking Up Is Hard
- 2021: Influenced 4
- 2021: Moms Bang Teens 42
- 2021: Ultimate Fuck Toy: Gabbie Carter
- 2021: Unbothered Babes
- 2022: Baddies 7
- 2022: Big Naturals 57, 58
- 2022: Episode 76: Gabbie and Damon
- 2022: Familyxxx: My Big Tit Teen Schoolgirl Step Sister Gabbie
- 2022: Poetics for Tramps
- 2022: Screw Studying
- 2022: Was It Something I Did
- 2022: When Girls Play 26, 29, 30
- 2023: My Younger Lover: Lesbian Edition
- 2024: Big Bootied Bitches
- 2024: What A Pair: The Best of Big Natural Boobs